# 小沢蘆庵
小沢 蘆庵（おざわ ろあん、享保8年（1723年） - 享和元年7月11日（1801年8月19日））は、江戸時代中期の歌人・国学者。父は小沢喜八郎実郡（実邦ともいわれる）。一時、本庄家に養子に入り本庄八郎と称した。名は玄仲（はるなか）・玄沖。通称は帯刀。別号は観荷堂・図南亭・孤鴎・七十童・八九童。法号は寂照院月江蘆庵居士。難波で生れ、京都に住んだ。平安和歌四天王の一人。
30歳頃、冷泉為村に入門、武者小路実岳にも学ぶが、独自の歌学に目覚め「ただごと歌」を主張したことから、為村から破門された。伴蒿蹊（ばんこうけい）・本居宣長・上田秋成・蒲生君平などとも交遊している。
武士としては尾張藩家老の家臣であり、国学者としては尊王論を展開した。